# D. W. Griffith
David Llewelyn Wark "D. W." Griffith (22 tháng 1 năm 1875 - 23 tháng 7 năm 1948), được gọi là "Nhà phát minh của Hollywood," là một đạo diễn phim, nhà văn và nhà sản xuất phim người Mỹ đi tiên phong trong kỹ thuật làm phim hiện đại. Ông được biết đến với các bộ phim đột phá The Birth of a Nation (1915) và Intolerance (1916).